# 2009年國家聯盟冠軍賽
2009年國家聯盟冠軍賽是美國職棒大聯盟2009球季後賽決定國家聯盟冠軍的系列賽。在費城費城人和洛杉磯道奇之間進行，他们在國聯分區賽中分别擊敗了科羅拉多落磯和聖路易紅雀。費城費城人四勝一敗擊敗洛杉磯道奇，闖入世界大賽。

## 概要

### 費城費城人對洛杉磯道奇
費城費城人以4勝1負赢得系列赛
| 场次 | 客队       | 比分  | 主队       | 日期     | 球场         | 观众人数 |
| ---- | ---------- | ----- | ---------- | -------- | ------------ | -------- |
| 1    | 費城費城人 | 8：6  | 洛杉磯道奇 | 10月15日 | 道奇體育場   | 56,000   |
| 2    | 費城費城人 | 1：2  | 洛杉磯道奇 | 10月16日 | 道奇體育場   | 56,000   |
| 3    | 洛杉磯道奇 | 0：11 | 費城費城人 | 10月19日 | 市民銀行球場 | 45,721   |
| 4    | 洛杉磯道奇 | 4：5  | 費城費城人 | 10月20日 | 市民銀行球場 | 46,157   |
| 5    | 洛杉磯道奇 | 4：10 | 費城費城人 | 10月21日 | 市民銀行球場 | 46,214   |

## 逐場戰況

### 第一場
10月15日，洛杉磯，道奇體育場
| 費城費城人 | 0 | 0 | 0 | 0 | 5 | 0 | 0 | 3 | 0 | 8 | 8  | 1 |
| 洛杉磯道奇 | 0 | 1 | 0 | 0 | 3 | 0 | 0 | 2 | 0 | 6 | 14 | 0 |
| 勝投： 科爾·漢梅爾斯（1–0） 敗投： 克萊頓·克蕭（0–1） 救援成功： 布萊德·李吉 （1） 全壘打： 費城人：Carlos Ruiz（5上,3分），勞爾·伊巴涅斯（8上,3分） 道奇：詹姆斯·隆尼（2下,1分），曼尼·拉米瑞茲（5下,2分） |   |   |   |   |   |   |   |   |   |   |    |   |

這場比賽由科爾·漢梅爾斯和克萊頓·克蕭兩大王牌正面對決。2局下，詹姆斯·隆尼先敲出陽春砲得到兩隊第一分。不過到了第5局，戰況風雲變色，勞爾·伊巴涅斯先擊出安打，Pedro Feliz再靠著保送上壘，隨後Carlos Ruiz擊出3分砲。不過該局危機還沒結束，萊恩·霍華德在一三壘有人情況下擊出2分打點二壘安打，單局灌進5分，也一棒把克蕭打退場。
5局下，曼尼·拉米瑞茲擊出2分砲助球隊將差距縮至4比5。但是8局上，勞爾·伊巴涅斯擊出3分砲又再度把比分拉開，最後費城人8比6擊敗道奇收下第一勝。

### 第二場
10月16日，洛杉磯，道奇體育場
| 費城費城人 | 0 | 0 | 0 | 1 | 0 | 0 | 0 | 0 | 0 | 1 | 4 | 1 |
| 洛杉磯道奇 | 0 | 0 | 0 | 0 | 0 | 0 | 0 | 2 | X | 2 | 5 | 0 |
| 勝投： 郭泓志（1–0） 敗投： 朴贊浩（0–1） 救援成功： 喬納森·布朗克斯頓（1） 全壘打： 費城人：萊恩·霍華德（4上,1分） 道奇：無 |   |   |   |   |   |   |   |   |   |   |   |   |

這場由佩卓·馬丁尼茲對決Vicente Padilla，馬丁尼茲7局0失分，Padilla主投7局也僅失一分，他唯一失分是在4局上，被萊恩·霍華德敲出陽春砲失分。
8局下，費城人派出朴贊浩守住一分領先，但他一上場就先被Casey Blake擊出一壘安打，然後Ronnie Belliard的短打朴贊浩和霍華德都沒能完美處理。羅素·馬丁擊出雙殺打，但是費城人二壘手蔡斯·阿特利傳球失誤，讓道奇攻下追平分。J·A·哈普在滿壘時面對安德烈·伊瑟爾投出保送，道奇取得2比1超前。9局上，喬納森·布朗克斯頓關門成功，道奇追成1比1平手。

### 第三場
10月19日，費城，市民銀行球場
| 洛杉磯道奇 | 0 | 0 | 0 | 0 | 0 | 0 | 0 | 0 | 0 | 0  | 3  | 0 |
| 費城費城人 | 4 | 2 | 0 | 0 | 2 | 0 | 0 | 3 | X | 11 | 11 | 0 |
| 勝投： 克里夫·李（1–0） 敗投： 黑田博樹（0–1） 全壘打： 道奇：無 費城人：傑森·沃斯（1下,2分），謝恩·維克托里諾（8下,3分） |   |   |   |   |   |   |   |   |   |    |    |   |

費城人派出賽揚強投克里夫·李對決黑田博樹，黑田在第一局就掉了4分，包含傑森·沃斯在首局下的2分砲。第2局，黑田還是沒有回穩，被Carlos Ruiz和吉米·羅林斯擊出二壘安打再掉一分。黑田只投了1.1局就被擊出6支安打掉6分。
反觀克里夫·李主投8局僅被敲出3安，送出10次三振無失分，最終費城人11比0大勝道奇。

### 第四場
10月20日，費城，市民銀行球場
| 洛杉磯道奇 | 0 | 0 | 0 | 2 | 1 | 1 | 0 | 0 | 0 | 4 | 8 | 0 |
| 費城費城人 | 2 | 0 | 0 | 0 | 0 | 1 | 0 | 0 | 2 | 5 | 5 | 1 |
| 勝投： 布萊德·李吉（1–0） 敗投： 喬納森·布朗克斯頓（0–1） 全壘打： 道奇：麥特·坎普（5上,1分） 費城人：萊恩·霍華德（1下,2分） |   |   |   |   |   |   |   |   |   |   |   |   |

首局下，萊恩·霍華德先擊出2分砲先馳得點。不過道奇在4局上靠著詹姆斯·隆尼和羅素·馬丁的一壘安打追平比數。5局上，麥特·坎普再補上一發陽春砲超前比分。
9局下，道奇4比3領先，派出終結者喬納森·布朗克斯頓關門，但他這次關門失敗，在一二壘有人情況下被吉米·羅林斯敲出2分打點二壘安打，費城人逆轉聽牌。

### 第五場
10月21日，費城，市民銀行球場
| 洛杉磯道奇 | 1 | 1 | 0 | 0 | 1 | 0 | 0 | 1 | 0 | 4  | 8 | 0 |
| 費城費城人 | 3 | 1 | 0 | 2 | 0 | 2 | 1 | 1 | X | 10 | 8 | 0 |
| 勝投： Chad Durbin（1–0） 敗投： Vicente Padilla（0–1） 全壘打： 道奇：安德烈·伊瑟爾（1上,1分），詹姆斯·隆尼（2上,1分），奧蘭多·哈德森 （5上,1分） 費城人：傑森·沃斯 2（1下,3分，7下,1分），Pedro Feliz（2下,1分），謝恩·維克托里諾（6下,2分） |   |   |   |   |   |   |   |   |   |    |   |   |

這場比賽的一開始可說是全壘打大戰，安德烈·伊瑟爾、傑森·沃斯、詹姆斯·隆尼、Pedro Feliz在前4個半局接連開火。不過這場的主角非傑森·沃斯莫屬，他不僅在首局下敲出3分砲，還在7局下擊出陽春砲，一個人包辦4分打點。6到8局，費城人都有得分，將比數差距擴大，最後費城人連續2年以4勝1負擊敗道奇，連2年進軍世界大賽，將與洋基隊爭冠。